# 10,000 Promises.
10,000 Promises. és un grup de pop japonès. Està format per quatre membres: en Shaw, en Shinya, en Taiki i en Yohei. Varen fer el seu debut el 18 de febrer de 2004 amb el senzill "One True Love".
El juliol del 2001, Taiki, qui era conegut per les seues actuacions en directe, va conèixer a Yohei qui ja estava fent cançons i decidiren de treballar junts. Durant el setembre d'aquell mateix any, Shinya, una amic de Taiki, s'uní al duo. Més endavant el tres conegueren a en Shaw i formaren el grup 10,000 Promises.
Han fet versions dels popular èxits occidentals, "What Makes a Man" i "Bop Bop Baby", de Westlife.

## Discografia

### Senzills
- 'One True Love' (18 febrer de 2004)
- 'Sailing' (7 d'abril de 2004)
- 'Fruit' (7 de juliol de 2004)
- 'Ame ga Agari Boku no Kokoro wa' (26 de novembre de 2004)
- 'Love, Again' (6 de juliol de 2005)

### Àlbums
- KI・SE・KI Vol.1 ~internal~ (19 d'octubre de 2005)
- KI・SE・KI Vol.2 ~external~ (19 d'octubre de 2005)